# خنفساء النمر الأرجوانية
خنفساء النمر الأرجوانية (الاسم العلمي:Cicindela purpurea) (بالإنجليزية: Cow Path Tiger Beetle)‏ هي نوع من الحشرات تتبع جنس خنفساء النمر من فصيلة الخنافس الأرضية.